# Literatura romànica

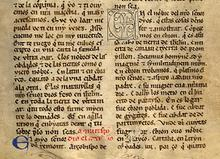
Exemple de manuscrit medieval

La literatura romànica s'ubica dins el període històric que coneixem com a edat medieval o edat mitjana. L'edat mitjana no es pot definir només com un període històric dins d'un eix cronològic, ja que en realitat és un conjunt de canvis en l'àmbit social, econòmic, polític i cultural. Tots aquests canvis van influir notablement en la literatura del moment. El concepte “romànic” és el nom que a durant l'Edat Mitjana es va donar a les llengües vulgars neollatines, així, s'entén per literatura romànica tota aquella produïda en les llengües derivades del llatí.

## Inicis
Per literatura romànica entenem aquella literatura creada en llengües vulgars (derivades del llatí), entre els segles xii i xiii. Precisament en aquesta època es van produir els canvis necessaris per dinamitzar la producció literària: l'aparició d'universitats, l'augment de l'alfabetització i, en conseqüència, l'augment de manuscrits. Tots aquests canvis també van influir en la manera de consumir la literatura. Si anteriorment la lectura i l'escriptura eren gairebé exclusives del sector eclesiàstic, al segle xii va començar a sorgir lectors que no pertanyien a l'àmbit eclesiàstic.
Si el llatí era la llengua utilitzada en el terreny més científic i intel·lectual, la creativitat, passió i afecte s'expressaven millor en les diferents llengües neollatines donant pas a una situació de diglòssia a causa de la influència d'altres cultures que desconeixien aquesta llengua. Així doncs, el trobador Ramón Vidal de Besalú ens diu que el francès és escaient per a romanços i pastorel·les mentre que l'occità ho és per les cançons i sirventesos. De fet seran les dos grans llengües utilitzades i no serà fins al segle xv quan l'italià rivalitzarà amb el francès. Totes aquests influències lingüístiques van generar molta varietat dialectal que es feia palesa ens els diversos manuscrits, que divergien els uns dels altres a nivell ortogràfic, gramàtic i semàntic.

## La cavalleria

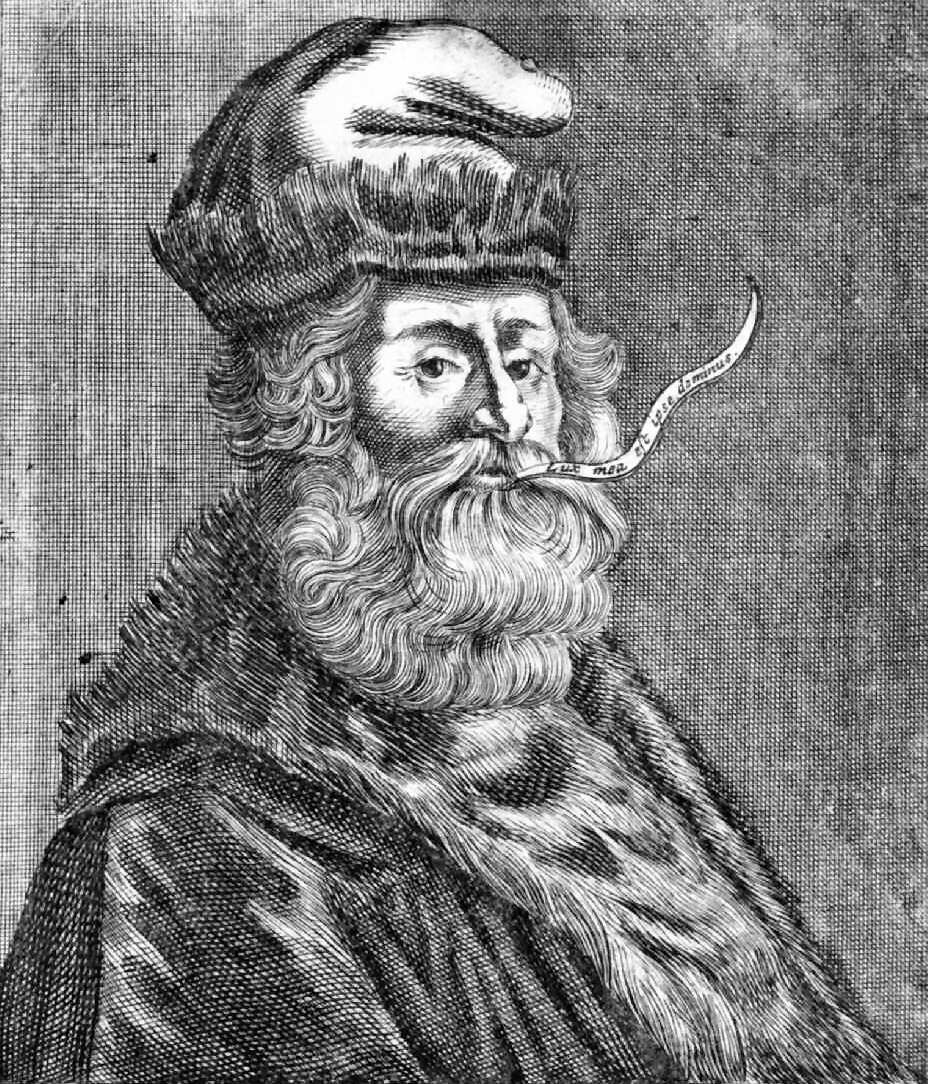
Ramon Llull

Els principals actors de la literatura romànica la configuren el trobador i el joglar. El primer, com a creador de l'obra i el segon com el seu intèrpret, tot i que en alguns casos un joglar també podia ser trobador. Cal destacar la figura del joglar com a professional de la cultura que es dedicava a transmetre les obres arreu a través d'una acurada performance, on el text poètic es transmetia de boca a orella. En aquest sentit, la tasca del joglar recorda el que feien els antics aedes en la Grècia clàssica. El cant cortesà barreja música, poesia i arts escèniques i viatja per les diferents corts senyorívoles.
Dins de la literatura romànica cal destacar un concepte cabdal que també va fer evolucionar la producció literària: la cavalleria. La cavalleria sorgeix gràcies a tres factors: l'herència romana, els valors de la cultura germànica i la influència de l'Església. Els cavallers eren guerrers que van anar evolucionant fins a convertir-se en un exèrcit amb una sèrie de valors i ideologia pròpies, al servei de l'Església. Per tal que l'Església pogués inculcar uns certs valors ètics en aquest àmbit de caràcter bèl·lic, es va crear l'anomenada literatura de cavalleria a partir de la matèria de Bretanya amb els seus herois Artús o Lancelot, sobretot romanços i novel·les. En són exemples el Llibre de l'orde de cavalleria (1274-76) de Ramon Llull, o el Liber ad milites Templi de laude novae militiae (1130) de Bernat de Claravall. El que seguia aquest tipus de literatura era la de difondre un determinat codi ètic. La són un bon exemple

## L'estètica i la temàtica amorosa
La literatura romànica està plena d'elements estètics que comparteixen la majoria d'autors. Alguns d'aquests elements són: el simbolisme, l'al·legorisme, el culte a les proporcions i el cromatisme. A través d'aquests elements els autors creaven poemes i cançons amb l'objectiu d'alçar la bellesa, ja fos divina o mundana. Els poemes dedicats a la bellesa mundana solien centrar-se en la bellesa física de la dona. Com a exemple d'aquesta bellesa física trobem el poema Ges de disnar no fora oi mais matis del trobador occità Bertran de Born. D'altra banda, com a exemple de bellesa divina trobem el poema La rosa atribuït a Alà de Lille.
D'altra banda, l'estètica que envolta la literatura romànica que no només la trobem en allò que escriu l'autor, sinó en allò que vol llegir el lector. En aquest sentit, Hans Robert Jauss (1921-1997) va fer una classificació per gèneres segons el seu objectiu estètic (Jauss, 1991:28).
| Gènere           | Objectiu estètic              |
| ---------------- | ----------------------------- |
| Drama litúrgic   | Participació litúrgica        |
| Drama sacre      | Necessitat d'espetacle        |
| Llegenda         | Estupor, commoció             |
| Cançó de gesta   | Admiració, compassió          |
| Poesia simbòlica | Desxiframent del sentit       |
| Novel·la         | Gust per allò indesxifrable   |
| Fabliau          | Entreteniment, diversió       |
| Lírica cortesana | Gust per la diversitat formal |

Lligat a aquesta vessant estètica que adorava el físic femení, trobem una de les temàtiques per excel·lència de la literatura romànica: l'amor. Tot i que a la vida real, la dona seguia ocupant un paper secundari, en el món literari la dona solia ser el centre de moltes creacions. Sovint, la dona (casada) esdevenia objecte de desig per part de cavallers solters. Aquesta situació de desig irrefrenable, que passava per diversos estadis, sovint era descrita com una malaltia per part dels mateixos autors.

## Transmissió de la literatura romànica
Els principals actors de la literatura romànica la configuren el trobador i el joglar. El primer, com a creador de l'obra i el segon com el seu intèrpret, tot i que en alguns casos un joglar també podia ser trobador. Cal destacar la figura del joglar com a professional de la cultura que es dedicava a transmetre les obres arreu a través d'una acurada performance, on el text poètic es transmetia de boca a orella. En aquest sentit, la tasca del joglar recorda el que feien els antics aedes en la Grècia Clàssica. El cant cortesà barreja música, poesia i arts escèniques i viatja per les diferents corts senyorívoles. Alguns dels trobadors destacats són Bertran de Born i Bernat de Ventadorn, d'origen Occità, el català Ramon Vidal de Besalú i el provençal Arnaut Daniel.